# Het Eiland (Sluis)
Het Eiland of Eiland is een deel van Waterland dat ontstaan is door de militaire inundatie van 1622, toen de Brandkreek ontstond, die meer oostwaarts in de Passageule uitmondde. Tussen de Brandkreek en de in 1583 ontstane nieuwe Passageule, waarlangs de Passageule-Linie was ingericht, lag sindsdien een eiland van 784 ha, dat bestond uit delen van eerder ondergelopen polders. Dit werd de Generale Vrije Polder of kortweg Het Eiland genoemd. Het Eiland werd weer met het vasteland verbonden door de inpoldering van de Brandkreek en een deel van de Passageule in 1711.

## Buurtschap
Naar dit Eiland is ook een buurtschap in de gemeente Sluis, in de Nederlandse provincie Zeeland, genoemd. Deze in Zeeuws-Vlaanderen gelegen buurtschap bevindt zich bij "Eiland" en "Molenweg" ten westen van Plakkebord, nabij de Sint-Jorispolder. De buurtschap Het Eiland bestaat uit een aantal boerderijen/huizen. Ten noorden van de buurtschap ligt de Passageule-Linie. Ten westen van Het Eiland liggen contouren van voormalige schansen. De buurtschap ligt op de hoogte van het Normaal Amsterdams Peil.
De postcode van de buurtschap is 4528, de postcode van Sint Kruis.
Steden: Aardenburg · IJzendijke · Oostburg · Sint Anna ter Muiden · Sluis

Dorpen: Breskens · Cadzand · Eede · Groede · Hoofdplaat · Nieuwvliet · Retranchement · Schoondijke · Sint Kruis · Waterlandkerkje · Zuidzande

Buurtschappen: Akkerput · Bakkersdam · Balhofstede · Biezen · Boerenhol · Braamhul · De Brabander · De Bracke · Cadzand-Bad · Cathelijneschans/Schans · Dam · De Dam · Draaibrug · Halve Maantje · Hans Vriezeschans · Het Eiland · Goedleven · Groeneboomgaard · Grootendam/De Hoogedam · Heille · Hoogendijk · Hoogeweg · Kapitalendam · Ketelaarstraat · Klakbaan · Klein-Brabant · Konijnenberg · Koninginnehaven · Kruisdijk · Kruishoofd · Maagdenberg · Maagd van Gent (deels) · Maaidijk · Marollenput · Moershoofde (deels) · Moleke (deels) · Molentje · Mollekot (deels) · De Munte · Nieuwesluis · Nieuwland · Nieuwvliet-Bad · Nolle · Nummer Een · Oostburgsche Brug · Oosthoek (deels) · Oudeland · Oudemenne · De Pas · Plankenpoortje · Plakkebord · De Platluis · Polderstraat/Steenoven · 't Poldertje · Ponte · Ponte-Avancé · Pyramide · Rijksweg · Ronduit · Roodenhoek · Sasput · Scherpbier · Sint Pieter · Slepershaven/Slapershaven · Slijkplaat · Slikkenburg · Sluissche Veer · Smedekensbrugge · Spitsbroek · Steenhoven · Steenoven · Stenen Heule · Stroopuit · Terhofstede · Ter-Moere · Tol (Schoondijke) · Tol (Waterlandkerkje) · De Tol · Tragel · Turkeye · Valeiskreek · Veldzicht · Veldzicht (deels) · De Verkorting · Verklikker · Vuilpan · Wafeldorp · Waterhoek · Waterloo · Zandertje · Het Zwindorp

Historische plaatsen: De Keizer · Oude Stad (Aardenburg) · Pannenhuis · Potjes

Zeeland: Steden en dorpen in Zeeland      Nederland: Provincies · Gemeenten